# Vesicularia isopterygiiforme
Vesicularia isopterygiiforme är en bladmossart som beskrevs av Brotherus 1909. Vesicularia isopterygiiforme ingår i släktet Vesicularia och familjen Hypnaceae. Inga underarter finns listade i Catalogue of Life.